# Neanastatidae
Die Neanastatidae bilden eine Hautflüglerfamilie innerhalb der Überfamilie der Erzwespen (Chalcidoidea).

## Taxonomie
Das Taxon geht auf den tschechischen Entomologen Vladimir Kalina zurück, der im Jahr 1984 die Unterfamilie Neanastatinae innerhalb der Eupelmidae einführte. Die Typusgattung ist Neanastatus Girault, 1913. Burks et al. führten 2022 aufgrund molekularbiologischer und morphologischer Studien eine Aufspaltung und Umgliederung der Pteromalidae und verwandter Erzwespenfamilien durch. Im Rahmen dieser Revision wurde die Unterfamilie aus den Eupelmidae ausgegliedert und in den Rang einer Familie erhoben. Sie umfasste nach der Revision nur noch 2 Gattungen. Die beiden fossilen Gattungen Brevivulva und Propelma wurden von Gibson & Fusu (2023) den Neanastatidae zugeschlagen.

## Merkmale
Burks et al. (2022) beschreiben die Familie Neanastatidae anhand folgender morphologischer Eigenschaften: Die Fühler besitzen 8 oder manchmal offenbar 7 Geißelglieder im Falle der Gattung Neanastatus sowie 11 Geißelglieder im Falle der Gattung Lambdobregma. Die Augen sind ventral divergierend. Der Clypeus ist ohne eine quer gerichtete subapikale Furche. Das flexible Labrum wird vom Clypeus verdeckt. Die Mandibeln weisen 3 Zähne auf. Die subforaminale Brücke mit postgenaler Brücke trennt die sekundären hinteren Tentoriumsgruben vom Hypostoma. Die Axilla ist quer gerichtet, bei Lambdobregma mittig angenähert oder bei Neanastatus mittig weithin getrennt. Das Mesoscutellum besitzt eine nach unten ragende hakenförmige Spitze. Eine axillulare Furche oder Carina (Kiel) sind vorhanden. Das Frenum fehlt offenbar, wenngleich der Rand des Mesoscutellums stark erweitert sein kann. Das Acropleuron ist vergrößert, konvex und polsterartig. Es bedeckt den mesopleuralen Bereich. Alle Beine weisen 5 Tarsenglieder auf. Der protibiale Sporn ist kräftig und gebogen. Der basitarsale Kamm ist längs gerichtet. Ein ventraler membranöser Bereich vor dem mesocoxalen Ansatz fehlt. Der mesotibiale Sporn ist kräftig. Die mittleren Tarsen weisen eine Reihe anteroventraler Zähnchen auf. Das Metasoma ist mit Syntergum und daher ohne Epipygium (Subgenitalplatte).

## Lebensweise
Die meisten Neanastatidae sind bekannt als Parasitoide oder Hyperparasiten von Gallmücken.

## Innere Systematik
Die Neanastatidae umfassen folgende Gattungen:
- Brevivulva† Gibson, 2009
- Lambdobregma Gibson, 1989 – 1 Art (L. schwarzii); Mittelamerika, Karibik, Florida
- Neanastatus Girault, 1913 – 45 Arten; Paläarktis, Afrotropis, Orientalis, Australasien
- Propelma† Trjapitzin, 1963